# Stephen Jay Gould
Stephen Jay Gould (10 de septiembre de 1941 - 20 de mayo de 2002) fue un paleontólogo estadounidense, geólogo, biólogo evolutivo, historiador de la ciencia y uno de los más influyentes y leídos divulgadores científicos de su generación.
Gould pasó la mayor parte de su carrera docente en la Universidad de Harvard y trabajando en el Museo Americano de Historia Natural de Nueva York. En los últimos años de su vida, impartió clases de biología y evolución en la Universidad de Nueva York, cercana a su residencia en el SoHo.  
La mayor contribución de Gould a la ciencia fue la teoría del equilibrio puntuado que desarrolló con Niles Eldredge en 1972. La teoría propone que la mayoría de los procesos evolutivos están compuestos por largos períodos de estabilidad, interrumpidos por episodios cortos y poco frecuentes de bifurcación evolutiva. La teoría contrasta con el gradualismo filogenético, la idea generalizada de que el cambio evolutivo se caracteriza por un patrón homogéneo y continuo.
La mayor parte de la investigación empírica de Gould se basó en los géneros de caracoles terrestres Poecilozonites y Cerion y además contribuyó a la biología evolutiva del desarrollo. En su teoría evolutiva se opuso al seleccionismo estricto, la sociobiología aplicada a seres humanos y la psicología evolucionista. Hizo campaña contra el creacionismo y propuso que la ciencia y la religión sean considerados dos ámbitos distintos, o «magisterios», cuyas autoridades no se superponen (Non overlapping magisteria en el original).
Muchos de los ensayos de Gould para la revista Natural History fueron reimpresos en libros entre los que sobresalen Desde Darwin y El pulgar del panda. Sus tratados más populares incluyen libros como La falsa medida del hombre, La vida maravillosa y La grandeza de la vida. Poco tiempo antes de su muerte, Gould publicó un largo tratado recapitulando su versión de la teoría evolutiva moderna llamado La estructura de la teoría de la evolución (2002).

## Biografía

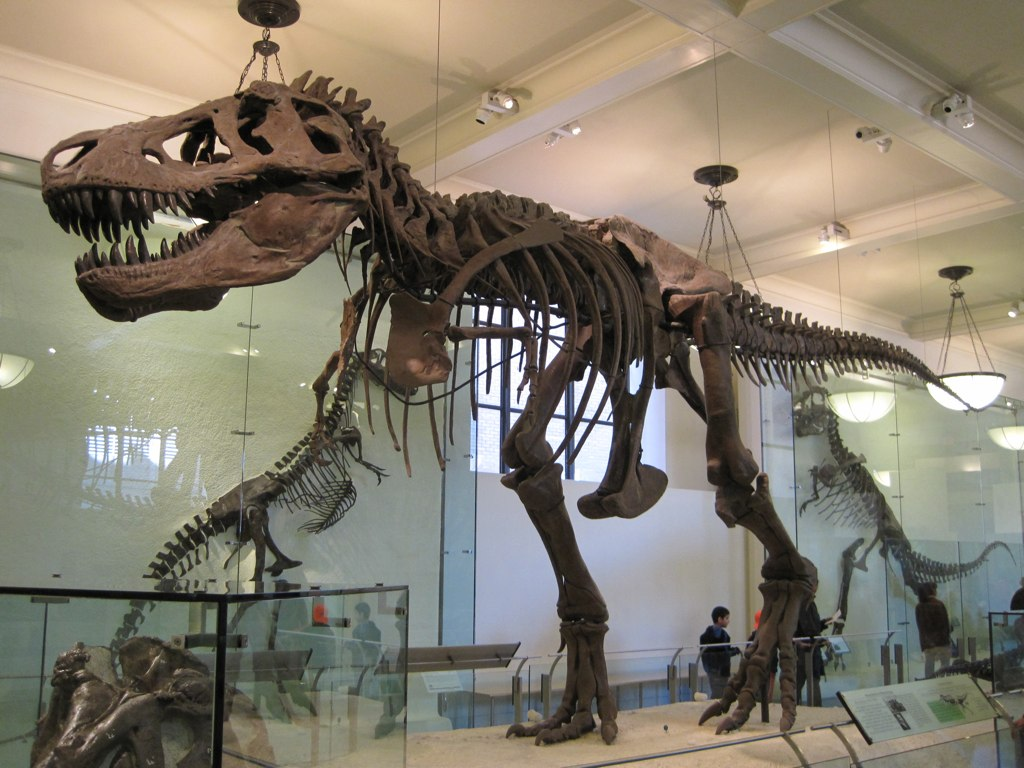
Ejemplar de Tyrannosaurus rex en el Museo Americano de Historia Natural que, según Gould, fue su inspiración para hacerse paleontólogo.

Gould nació y se crio en la comunidad de Bayside, un tranquilo barrio ubicado en Queens, Nueva York. Su padre Leonard trabajaba de taquígrafo en los juzgados, y su madre Eleanor era artista. Cuando Gould tenía cinco años de edad, su padre lo llevó a la sala de los dinosaurios del Museo Americano de Historia Natural, donde se encontró por primera vez ante un Tyrannosaurus rex. «No tenía idea de que hubiera tales cosas; estaba asombrado», recordaba Gould. En ese momento decidió convertirse en paleontólogo.
Criado en un hogar secular judío, Gould no practicó ninguna religión y prefería ser considerado agnóstico. A pesar de que «había sido criado por un padre marxista», afirmó que las ideas políticas de su padre eran «muy diferentes» de las suyas. Con respecto a sus opiniones políticas dijo que «tendían a ser de centro-izquierda». Según Gould, los libros de política más influyentes que leyó fueron La élite del poder de C. Wright Mills y los escritos políticos de Noam Chomsky.
Cuando asistía al Antioch College en la década de 1960, Gould participó en el movimiento de derechos civiles y con frecuencia hizo campaña por la justicia social. En la Universidad de Leeds, siendo estudiante visitante, organizó manifestaciones semanales contra un salón de baile de Bradford que se negaba a admitir a negros. Gould continuó estas manifestaciones hasta que esa política fue revocada. A lo largo de su carrera y en sus escritos denunció la opresión cultural en todas sus formas, sobre todo lo que él veía como pseudociencia usada al servicio del racismo y el sexismo.
Gould se casó dos veces. Su primer matrimonio fue con la artista Deborah Lee, en 1965, a quien conoció cuando ambos estudiaban en el Antioch College, y con la que tuvo dos hijos, Jesse y Ethan. Su segundo matrimonio fue en 1995 con la artista y escultora Rhonda Roland Shearer, que es la madre de Jade y London Allen, hijastros de Gould.
En julio de 1982, Gould fue diagnosticado con mesotelioma peritoneal, una forma mortal de cáncer que afecta el revestimiento abdominal y que se encuentra con frecuencia en personas que han estado expuestas al amianto. Después de dos años de difícil recuperación, Gould publicó una columna para la revista Discover, titulada «The median isn't the message» («La mediana no es el mensaje»), que habla de su reacción al descubrir que los pacientes con mesotelioma tenían una esperanza de vida mediana de solo ocho meses después del diagnóstico. A continuación, describe el verdadero significado detrás de este número y su alivio al darse cuenta de que los promedios estadísticos son útiles abstracciones y no abarcan toda la gama de variación.
La mediana es el punto medio en estadística lo que significa que el 50 % de los pacientes mueren antes de los 8 meses, pero la otra mitad vivirá posiblemente mucho más tiempo. Necesitaba determinar dónde se localizaban sus características personales dentro de este conjunto de posibilidades. Teniendo en cuenta que su cáncer fue detectado a tiempo, y el hecho de que era joven, optimista y tuvo los mejores tratamientos disponibles, Gould imaginó que debía estar en la mitad favorable del rango superior estadístico. Después de un tratamiento experimental de radiación, quimioterapia y cirugía, Gould consiguió una recuperación completa y su columna se convirtió en fuente de inspiración para muchos pacientes de cáncer.
Gould fue también un defensor de la marihuana medicinal. Durante su lucha contra el cáncer, fumó esta droga para aliviar las náuseas asociadas a sus tratamientos médicos. Según Gould, el uso de la marihuana tuvo un «efecto muy importante» en su eventual recuperación. En 1998 fue testigo en el caso de Jim Wakeford, un usuario y activista de la marihuana medicinal canadiense.
Sus ensayos científicos para Natural History aluden con frecuencia a sus pasatiempos e intereses no científicos. Cuando era niño coleccionaba cromos de béisbol y siguió siendo un ferviente seguidor de este deporte durante toda su vida. De adulto le gustaban las películas de ciencia ficción, pero a menudo se lamentaba por su mediocridad (no solo en su presentación de la ciencia, sino por sus argumentos). Otras aficiones incluían cantar en el coro Boston Cecilia, y era un gran fanático de las operetas de Gilbert y Sullivan. Coleccionaba libros raros y antiguos. A menudo viajaba a Europa y hablaba francés, alemán, ruso e italiano y admiraba la arquitectura renacentista. Cuando hablaba de la tradición judeocristiana, se refería a ella simplemente como «Moisés» y solía aludir con pesar sobre su tendencia a engordar.
Gould murió el 20 de mayo de 2002 de una metástasis de adenocarcinoma de pulmón, una forma de cáncer que se había extendido a su cerebro. Sin embargo, no estaba relacionado con su cáncer abdominal, del que se había recuperado plenamente veinte años antes. Murió en su casa, «en una cama puesta en la biblioteca de su loft del SoHo, rodeado por su esposa Rhonda, su madre Eleanor y los muchos libros que amaba».

## Carrera científica
Gould comenzó sus estudios superiores en el Antioch College, donde se graduó con doble especialidad en 1963 en geología y filosofía. Durante ese tiempo, también estudió fuera de su país, en la Universidad de Leeds del Reino Unido. Después de completar sus estudios de posgrado en la Universidad de Columbia en 1967 bajo la dirección de Norman Newell, fue contratado de inmediato por la Universidad de Harvard, donde trabajó hasta el final de su vida (1967-2002). En 1973, Harvard le ascendió a profesor de geología y conservador de paleontología de invertebrados en el Museo de Zoología Comparada de Harvard, cargos en los que permaneció hasta su fallecimiento en 2002.
En 1982, la Universidad de Harvard le otorgó el título honorífico de profesor Alexander Agassiz de zoología. Al año siguiente, en 1983, le fue otorgada una beca de posgrado de la Asociación Americana para el Avance de la Ciencia, («AAAS» son sus siglas en inglés) donde más tarde desempeñó el cargo de presidente (1999-2001). El comunicado de prensa de la AAAS señalaba sus «numerosas contribuciones tanto a los avances científicos como a la comprensión pública de la ciencia». También ocupó el cargo de presidente de la Sociedad de Paleontología (1985-1986) y el de vicepresidente en la Sociedad para el Estudio de la Evolución (1990-1991).
En 1989, Gould fue aceptado como miembro de la Academia Nacional de Ciencias. Entre 1996 y 2002 fue profesor investigador visitante Vincent Astor de biología en la Universidad de Nueva York y en 2001, la Asociación Humanista Americana lo nombró humanista del año por su trabajo. En 2008, se le concedió póstumamente la medalla Darwin-Wallace, además de a otros doce científicos. Hasta 2008, esta medalla era otorgada cada cincuenta años por la Sociedad Linneana de Londres.

### Teoría del equilibrio puntuado

Este gráfico describe las diferencias entre el gradualismo y la teoría del equilibrio puntuado: en la primera, las especies sufren cambios de forma lenta y continua; mientras que en la segunda, se encuentran estables por un largo período hasta que se producen cambios abruptamente.

Al principio de su carrera Gould y Niles Eldredge desarrollaron la teoría del equilibrio puntuado, que propone que los cambios evolutivos se producen con relativa rapidez, alternando con períodos más largos de relativa estabilidad, como parece deducirse de la escasez de formas intermedias encontradas en el registro fósil. Según Gould, el equilibrio puntuado modifica un pilar fundamental «en la lógica central de la teoría darwiniana». Algunos biólogos evolutivos han argumentado que, si bien el equilibrio puntuado fue «de gran interés para la biología», se limitaba a modificar el neo-darwinismo de una manera que era plenamente compatible con lo que se conocía anteriormente. Otros, sin embargo, resaltaron su novedad teórica y argumentaron que el estancamiento evolutivo había sido «inesperado por la mayoría de los biólogos evolucionistas» y «tuvo un gran impacto en la paleontología y la biología evolutiva».
Existieron también críticos que, en tono de broma, calificaron la teoría como «evolución a tropezones», lo que llevó a Gould a describir el gradualismo como «evolución por arrastre».

### Biología evolutiva del desarrollo

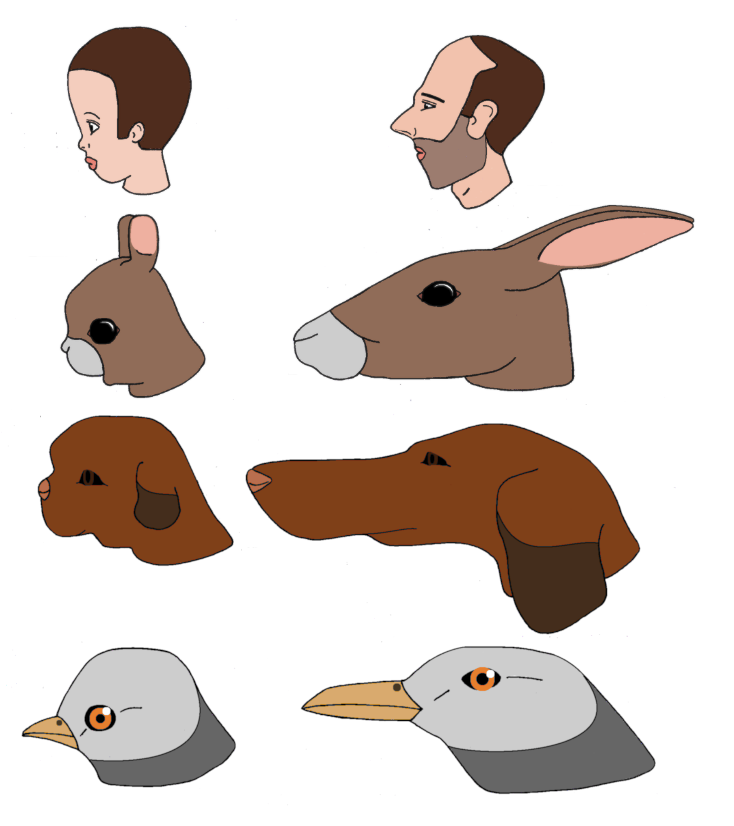
Ilustración basada en la del artículo de Gould de 1971 Un homenaje biológico a Mickey Mouse (A biological homage to Mickey Mouse).

Gould hizo importantes contribuciones a la biología evolutiva del desarrollo, especialmente en su obra Ontogenia y filogenia. En este libro hizo hincapié en el proceso de heterocronía, que comprende dos procesos distintivos: pedomorfosis y adiciones terminales. Pedomorfosis es el proceso donde la ontogenia se ralentiza y el organismo no alcanza el final de su desarrollo, mientras que la adición terminal es el proceso por el cual un organismo se desarrolla acelerando y acortando etapas tempranas del proceso de desarrollo. La influencia de Gould en este campo sigue viva en áreas de investigación como la evolución de las plumas.

### Seleccionismo y sociobiología
Gould defendió las restricciones biológicas, como las limitaciones de las vías del desarrollo en los resultados evolutivos, así como otras fuerzas no selectivas de la evolución. Por ejemplo, consideraba muchas de las funciones superiores del cerebro humano como consecuencias secundarias imprevistas o subproductos de la selección natural, en lugar de adaptaciones directas. Para describir tales características acuñó, junto a Elisabeth Vrba el término «exaptación». Gould pensaba que esta interpretación socava una premisa esencial de la sociobiología humana (el determinismo biológico) y la psicología evolucionista.

#### Contra la «sociobiología»
En 1975, E. O. Wilson presentó su análisis de la conducta humana desde el punto de vista de la sociobiología. En respuesta, Gould, Richard Lewontin y otros científicos de Boston escribieron una carta que tuvo gran repercusión posteriormente, al New York Review of Books titulada Contra la «sociobiología». Esta carta abierta criticaba la «visión determinista de la sociedad y acción humanas» de Wilson.
Gould, sin embargo, no descartó las explicaciones sociobiológicas para muchos aspectos del comportamiento animal; así escribió: «Los sociobiólogos han ampliado su gama de explicaciones por selección mediante la invocación de los conceptos de eficacia biológica inclusiva y la selección de parentesco para resolver (con éxito creo) el molesto problema del altruismo —anteriormente el mayor obstáculo para una teoría darwiniana de la conducta social. [...] Aquí la sociobiología ha tenido y seguirá teniendo éxito. Y aquí le deseo lo mejor, ya que representa una extensión del darwinismo básico en un ámbito donde debe aplicarse».

#### Enjutas y el paradigma panglossiano

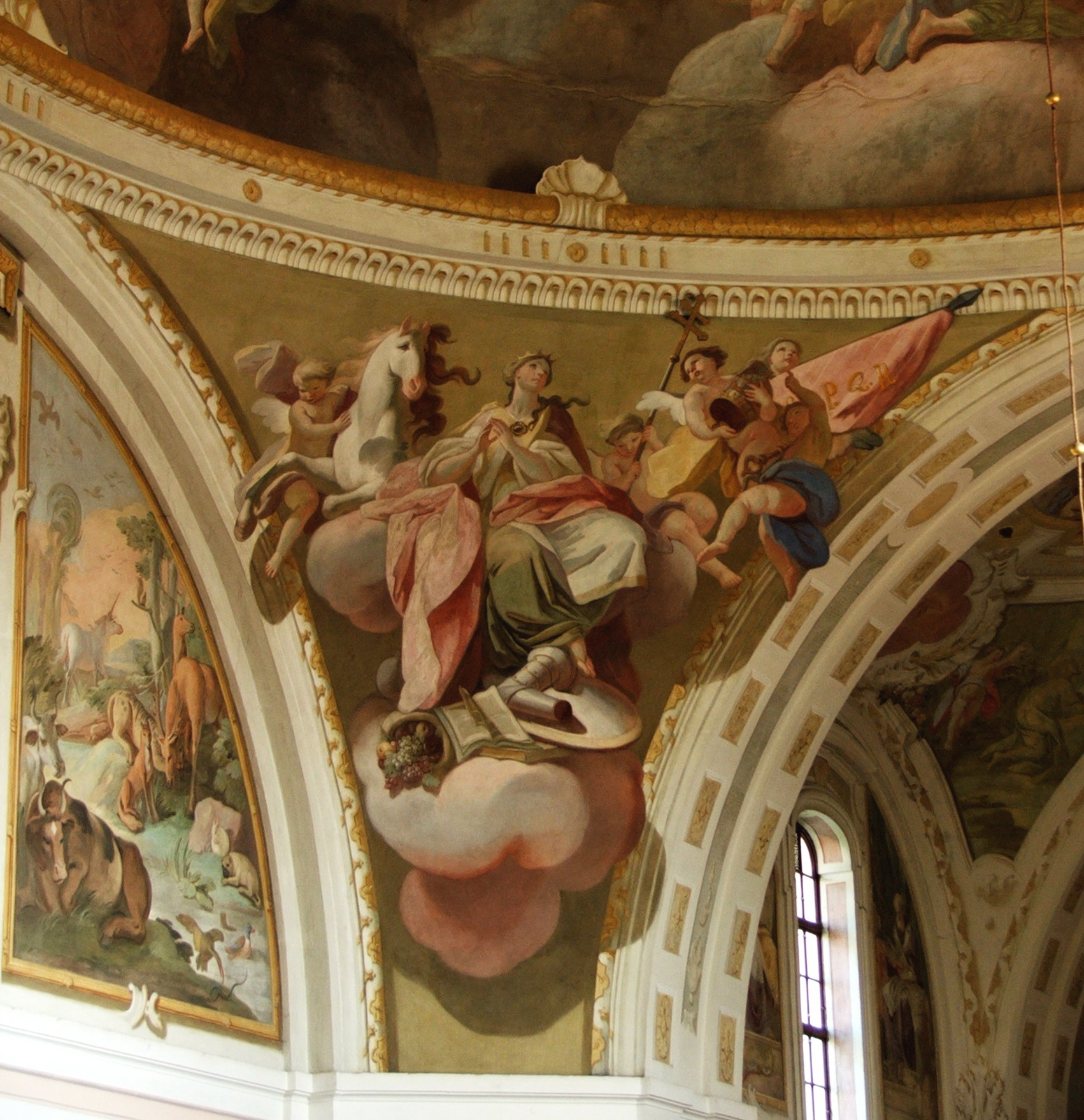
Una enjuta de la Iglesia de la Santísima Trinidad en Fulnek, República Checa.

Con Richard Lewontin, Gould escribió un influyente trabajo en 1979 titulado Las enjutas de San Marcos y el paradigma panglossiano, que introdujo el término de arquitectura «enjuta» en la biología evolutiva. En arquitectura, una enjuta es una zona curva de mampostería que existe entre los arcos de apoyo de una cúpula. Las enjutas, también llamadas pechinas en este contexto, se encuentran sobre todo en iglesias góticas.
Cuando visitaba Venecia en 1978, Gould se dio cuenta de que las enjutas de la Basílica de San Marcos, aunque eran muy hermosas, no eran espacios proyectados por el arquitecto. Más bien los espacios surgieron como «subproductos arquitectónicos inevitables al montar una cúpula sobre arcos de medio punto». Por eso Gould y Lewontin definieron «enjutas» en el ámbito de la biología evolutiva como cualquier característica biológica de un organismo que surge como una consecuencia secundaria e inevitable de otras características; es decir, que no es directamente producto de la selección natural. Algunos ejemplos incluirían los «genitales masculinizados de las hienas hembra, el uso exaptativo de un ombligo como cámara de incubación por los caracoles, la joroba del ciervo gigante irlandés y varias características clave de la mentalidad humana».
En Cándido de Voltaire, el Dr. Pangloss es retratado como un sabio despistado que a pesar de las pruebas dice que «todo está mejor en este, que es el mejor de los mundos posibles». Gould y Lewontin afirmaron que es panglossiano que los biólogos evolucionistas vean todos los rasgos como cosas atomizadas que han sido seleccionadas de forma natural y criticaron a los biólogos por no conceder espacio teórico a otras causas, tales como restricciones filogenéticas y del desarrollo. La frecuencia relativa de las enjutas así definidas, frente a las características adaptadas por la naturaleza, sigue siendo un tema polémico en biología evolutiva. Un ejemplo ilustrativo del enfoque de Gould se puede encontrar en un estudio de Elisabeth Lloyd que considera el orgasmo femenino como un subproducto de compartir vías de desarrollo. Gould también escribió sobre este tema en su ensayo Pezones masculinos y ondas clitorídeas, impulsado por el trabajo anterior de Lloyd.

### El progreso evolutivo
Gould fue partidario de que la evolución no tiene una tendencia inherente hacia el progreso a largo plazo. A menudo hay comentarios que presentan la evolución como una escalera de progreso que conduce hacia organismos más grandes, más rápidos y más inteligentes, en el supuesto de que la evolución impulsa de algún modo a los organismos a ser más complejos y en última instancia más parecidos a la especie humana. Gould argumenta que el camino de la evolución no fue hacia la complejidad, sino hacia la diversificación. Como la vida estaba obligada a comenzar desde un punto de partida simple, cualquier diversidad resultante en este paseo aleatorio sería percibida en la dirección de mayor complejidad. Pero la vida, argumenta Gould, se puede adaptar fácilmente a la simplificación, como suele ser en el caso en los parásitos.
En una reseña de La grandeza de la vida, Richard Dawkins aprobó el argumento general de Gould, pero propuso que había visto pruebas de «una tendencia en los linajes a mejorar de forma acumulativa su eficacia adaptativa a su particular forma de vida, aumentando el número de características que se combinan en adaptaciones complejas. [...] Según esta definición, la evolución por adaptación no es progresiva por casualidad, sino que es profunda, recalcitrante e imprescindiblemente progresiva».

### Cladística
Gould nunca abrazó la cladística como método de investigación de líneas y procesos evolutivos, posiblemente porque le preocupaba que esas investigaciones le llevasen a descuidar detalles de la biología histórica, que consideraba de suma importancia. A principios de la década de 1990 esto le llevó a un debate con Derek Briggs, que había comenzado a aplicar técnicas cuantitativas cladísticas a los fósiles del yacimiento conocido como Esquisto de Burgess, acerca de los métodos que se debían utilizar en la interpretación de esos fósiles. Por esa época la cladística se convirtió rápidamente en el método predominante de clasificación en la biología evolutiva. Ordenadores personales baratos, pero cada vez más potentes hicieron posible procesar grandes cantidades de datos acerca de los organismos y sus características. Casi al mismo tiempo el desarrollo de técnicas efectivas de reacción en cadena de la polimerasa también hizo posible la aplicación de métodos de análisis cladístico a los rasgos bioquímicos.

### Investigaciones con caracoles terrestres

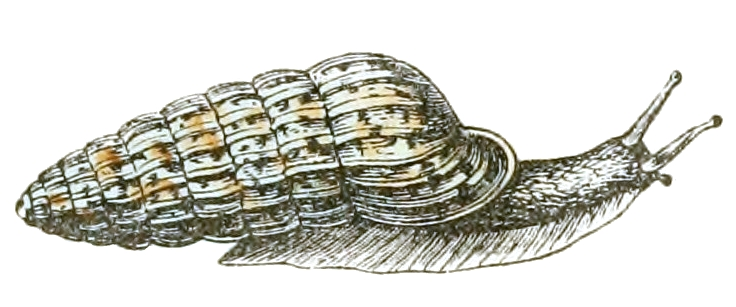
Dibujo de Cerion chrysalis.

La mayor parte de la investigación empírica de Gould está relacionada con los caracoles terrestres. Centró sus primeros trabajos en el género Poecilozonites de las Bermudas y posteriormente en el género Cerion del Caribe. Según Gould «el Cerion es el caracol terrestre con mayor diversidad de forma de todo el mundo. Hay 600 especies descritas de este género. De hecho no son realmente especies, ya que todos ellos se cruzan, pero los nombres existen para expresar esta diversidad morfológica increíble. Algunos tienen forma de pelotas de golf, otros de lápices. [...] Ahora bien, mi interés principal es la evolución de la forma y el problema de cómo puede alcanzarse esa diversidad con tan pocas diferencias genéticas es muy interesante. Y si pudiésemos resolver esto aprenderíamos algo general sobre la evolución de la forma».
Dada la extensa diversidad geográfica del Cerion, Gould posteriormente lamentó que si Cristóbal Colón hubiese catalogado un único Cerion se habría terminado el debate académico sobre cuál fue la isla en la que Colón puso el pie en América por vez primera.

### La explosión cámbrica y la elaboración de la teoría saltacionista

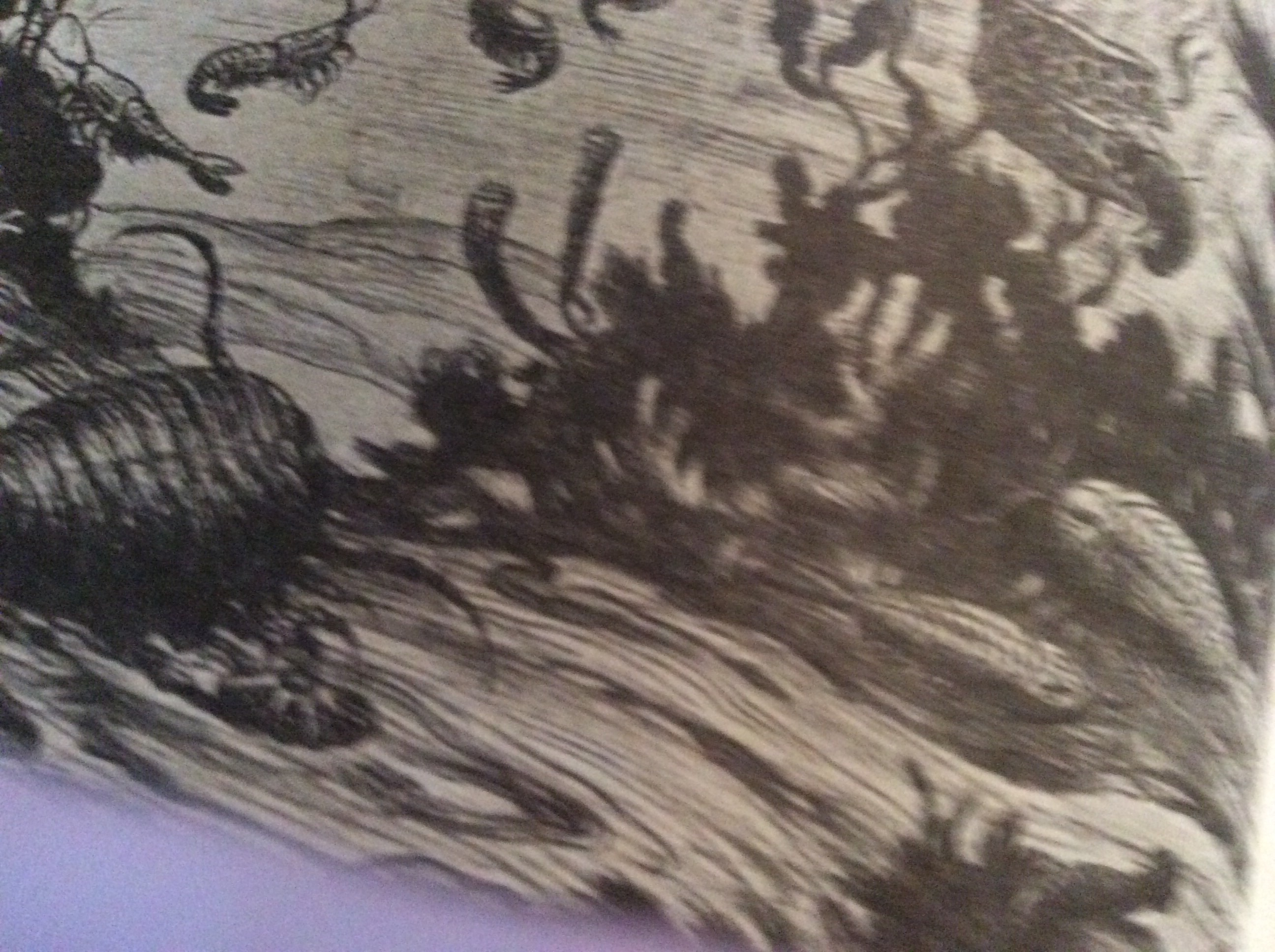
Ilustración de la fauna de las lutitas de Burgess usada por Gould en su libro La vida maravillosa.

La interpretación de Gould sobre los fósiles del período Cámbrico hallados en las lutitas de Burgess que figura en su libro La vida maravillosa enfatiza la chocante disparidad morfológica (o «rareza») de dicha fauna; y el rol del azar, que determina cuántos miembros de ella sobrevivirán y cuántos desaparecerán. El científico utilizó las formas de vida de este período como ejemplo del papel que juegan las circunstancias en el amplio patrón de la evolución. Tras una serie de estudios basados en la comparación entre trilobites y moluscos modernos, Gould y Eldredge elaboraron la alternativa al gradualismo, el «saltacionismo», que indica que las especies se transforman rápidamente para luego permanecer invariables durante largo tiempo. Estos estudios permitieron a Gould comprender que «la evolución [...] es la adaptación a los ambientes cambiantes, no progreso».
Este punto de vista fue criticado por Simon Conway Morris en su libro de 1998 El crisol de la creación, cuyo título original en lengua inglesa es The Crucible of Creation. También promovió la teoría de la evolución convergente en cuanto mecanismo que produce formas similares en circunstancias ambientales similares, y en un libro posterior sostuvo que la aparición de animales semejantes al hombre es probable. Los paleontólogos Derek Briggs y Richard Fortey han discutido también que una importante parte de la fauna cámbrica puede considerarse como grupos madre de los taxones existentes, aunque esto todavía es materia de investigación y debate, y la relación entre varios taxones cámbricos y los phyla modernos no se estableció aún a los ojos de muchos otros paleontólogos.
Fortey ha notado que antes de la publicación de La vida maravillosa, Conway Morris compartía muchas de las opiniones de Gould, sin embargo, tras su lanzamiento, este último revisó su postura y adoptó una posición más progresista en el contexto de la historia de la vida.

### La teoría jerárquica de la evolución
A diferencia de la teoría del equilibrio puntuado, la teoría jerárquica tiene un alcance causal, no solo fenomenológico. La teoría jerárquica de la evolución generaliza la teoría de la selección natural a unidades evolutivas distintas del organismo: la selección de linajes celulares, la clásica selección organísmica, la selección de grupos o demes, de especies e incluso de clados. En este sentido, Gould sostiene que la teoría jerárquica no trata de reemplazar, sino de extender la teoría de Darwin. Según la teoría jerárquica, la evolución es el resultado de la interacción simultánea de distintos niveles que pueden coincidir, pero también entrar en conflicto.
Para que un objeto biológico sea una unidad de selección ha de tener cinco propiedades fundamentales: puntos de nacimiento y de muerte, estabilidad suficiente a lo largo de su existencia, reproducción y herencia de rasgos parentales por descendencia. Las tres primeras propiedades son necesarias para distinguir a las unidades dentro de un continuo, mientras que las dos últimas son necesarias para que sean consideradas agentes de la selección natural, definida como éxito reproductivo diferencial.
La consideración de un individuo como individuo evolutivo es relativa, dependiendo del nivel de análisis en el que nos situemos en cada caso, según lo que expresó Gould en La estructura de la teoría de la evolución:

La teoría jerárquica de la selección reconoce muchas clases de individuos evolutivos, ordenados en una serie de inclusión creciente (genes en células, células en organismos, organismos en demes, demes en especies, especies en clados). La unidad focal de cada nivel es un individuo, y podemos dirigir nuestra atención a cualquiera de estos niveles. Una vez designamos un nivel focal como primario para un estudio concreto, entonces la unidad a ese nivel (el gen, el organismo, la especie, etcétera) se convierte en nuestro individuo focal o relevante, y sus unidades constituyentes se convierten en partes mientras que el nivel superior se convierte en colectividad. Así, si nos centramos en el nivel organísmico convencional, genes y células se convierten en colectividades. Pero si nuestro estudio requiere considerar a las especies como individuos, entonces los organismos se convierten en partes y los clados en colectividades. En otras palabras, la tríada parte—individuo—colectividad se desplazará, como un todo, arriba y debajo de la jerarquía en función de los sujetos y objetos de cualquier estudio particular.

### Influencia
Gould es uno de los científicos más citados en el campo de la teoría evolutiva. Su trabajo de 1979 sobre las «enjutas» ha sido citado más de 3000 veces. En Palaeobiology, la revista insignia de su propia especialidad, solo Charles Darwin y G. G. Simpson han sido citados más cantidad de veces. Gould fue también un historiador de la ciencia bastante respetado. El historiador Ronald Numbers ha afirmado: «No puedo decir mucho acerca de los puntos fuertes de Gould como científico, pero durante mucho tiempo lo he considerado el segundo historiador de la ciencia más influyente (junto a Thomas Kuhn)».

## Como figura pública
Gould se hizo conocido a través de sus ensayos de divulgación científica en la revista Natural History y fue autor de varios libros sobre la evolución. Sus tratados más populares incluyen libros como La falsa medida del hombre, El pulgar del panda, La vida maravillosa y Desde Darwin. Su tratado «A Biological Homage to Mickey Mouse» explica cómo los dibujantes aprovechan la fisionomía de los bebés, cabeza y ojos grandes, que les dan un aspecto que incitan a la ternura y afecto, observaciones ya realizadas por Konrad Lorenz.
Fue un apasionado defensor de la teoría evolutiva escribiendo prolíficamente sobre el tema y tratando de comunicar su comprensión de la biología evolutiva contemporánea a un público amplio. Un tema recurrente en sus escritos es la historia y el desarrollo de la evolución y el pensamiento antes de la formulación de la teoría evolutiva. También fue un aficionado entusiasta del béisbol; hizo a menudo referencias a este deporte en sus ensayos. Muchos de sus ensayos de béisbol fueron recopilados y publicados póstumamente en Triumph and Tragedy in Mudville (2003).
Aunque un orgulloso darwinista, era menos reduccionista que la mayoría de los neo-darwinistas. Se opuso firmemente a muchos aspectos de la sociobiología y su descendiente intelectual, la psicología evolucionista. Dedicó mucho tiempo a la lucha contra el creacionismo y conceptos relacionados como la ciencia de la creación y la teoría del diseño inteligente. Gould desarrolló más tarde el término «magisterios no superpuestos» (non-overlapping magisteria, NOMA, en inglés) para describir cómo, en su opinión, la ciencia y la religión no pueden hacer comentarios sobre el ámbito del otro. Gould llegó a desarrollar esta idea detalladamente en el libro Ciencia versus religión, un falso conflicto (1999) y Érase una vez el erizo y el zorro (2003). En un ensayo de 1982 de Natural History Gould escribió:

Nuestra incapacidad para percibir un bien universal no registra ninguna falta de percepción o ingenio, sino que demuestra simplemente que la naturaleza no contiene mensajes morales estructurados en términos humanos. La moralidad es un tema para filósofos, teólogos, estudiantes de humanidades y, de hecho, para todas las personas que piensan. Las respuestas no se pueden leer de forma pasiva de la naturaleza; éstas, ni surgen, ni pueden surgir de los datos de la ciencia. El estado fáctico del mundo no nos puede enseñar cómo, con nuestros poderes para [distinguir] el bien y el mal, debemos alterarlo o preservarlo de la manera más ética.

Gould se convirtió en un rostro conocido de la ciencia para el público general, apareciendo a menudo en series y programas de televisión como NOVA, el documental Baseball de Ken Burns, Evolution (programas de la cadena de televisión PBS), Crossfire (de la CNN) y otros. En 1997 prestó su voz a una versión de sí mismo en un episodio de la serie de dibujos animados Los Simpson.

## Las "Guerras de Darwin"
Gould recibió elogios por su trabajo académico y exposición popular de la historia natural, pero, a su vez, fue muy criticado por otros biólogos evolutivos por encontrar sus trabajos alejados de la teoría evolutiva dominante. Los debates públicos entre los partidarios y detractores de Gould han sido tan belicosos que varios comentaristas los han llamado «las guerras de Darwin».
John Maynard Smith, un eminente biólogo evolutivo británico, estaba entre los más duros críticos de Gould. Maynard Smith pensaba que este no tenía en cuenta lo suficiente la función vital que la adaptación desempeña en biología, y también criticaba la aceptación de Gould de la selección al nivel de especies como un componente importante de la evolución biológica. En una reseña del libro de Daniel Dennet, La peligrosa idea de Darwin, Maynard Smith escribió que Gould «está dando a los no biólogos en gran parte una falsa imagen del estado de la teoría evolutiva». Pese a estas discrepancias, escribió en una reseña del El pulgar del panda que «Stephen Gould es el mejor escritor de ciencia popular [...] A menudo me enfurece, pero espero que vuelva al ataque con la redacción de ensayos como éstos». El británico estaba también entre aquellos que agradecieron los trabajos de paleontología de Gould. Gould fue catalogado de "fraude intelectual" por parte de Robert Trivers.
Una de las razones de esas críticas era que Gould parecía presentar sus ideas como una forma revolucionaria de comprender la evolución y argumentaba sobre por la importancia de otros mecanismos aparte de la selección natural, mecanismos que pensaba habían sido ignorados por muchos evolucionistas profesionales. El resultado fue que muchas personas no especialistas a veces dedujeron por sus primeros escritos que se había demostrado que las explicaciones de Darwin no eran científicas (algo que Gould nunca intentó dar a entender). Junto a muchos otros investigadores de ese campo las obras de Gould a veces son deliberadamente puestas fuera de contexto por los creacionistas que pretenden demostrar que los científicos ya no entienden cómo evolucionaron los organismos. Gould corrigió algunas de estas malas interpretaciones y tergiversaciones de sus escritos en obras posteriores.
Gould y Dawkins también expresaron su desacuerdo sobre la importancia de la selección genética en la evolución. Dawkins argumenta que la evolución se entiende mejor como competencia entre genes (o replicadores), mientras que Gould defendió la importancia de varios niveles de competencia, incluyendo la selección entre los genes, linajes celulares, organismos, grupos (demes), especies y clados. Críticas a Gould y su teoría del equilibrio puntuado se pueden encontrar en el capítulo 9 de El relojero ciego de Dawkins y el capítulo 10 de La peligrosa idea de Darwin de Dennett. Dawkins posteriormente hizo una concesión a través de una nota al final en una nueva edición de su libro El gen egoísta, donde dice:

La progresión de la evolución puede ser no tanto una escalada constante hacia arriba como una serie de pasos discretos de meseta estable a meseta estable».

Este párrafo es un justo resumen de una forma de expresar la muy conocida teoría del equilibrio puntuado. Me avergüenza decir que, cuando escribí mi conjetura, yo, como muchos biólogos de Inglaterra por aquella época, era totalmente ignorante de esta teoría, aunque se había publicado tres años antes. Desde entonces, como por ejemplo en El relojero ciego, estaba algo irascible —quizá demasiado— sobre el excesivo halago hacia la teoría del equilibrio puntuado. Si esto ha herido los sentimientos de alguien, lo lamento. Pueden señalar que, al menos en 1976, mi corazón estaba en el lugar correcto.

### La oposición a la sociobiología y la psicología evolucionista
Gould también tuvo una enemistad pública durante largo tiempo con E. O. Wilson y otros biólogos evolucionistas sobre la sociobiología humana y su descendiente posterior la psicología evolucionista (a la que Gould, Lewontin y Maynard Smith se oponían, pero que Richard Dawkins, Daniel Dennett y Steven Pinker defendían. Estos debates alcanzaron su clímax en la década de 1970, e incluyeron una fuerte oposición de instituciones como el Grupo de estudio de la sociobiología y Ciencia para el Pueblo. Pinker acusó a Gould, Lewontin y otros oponentes de la psicología evolucionista de ser «científicos radicales», cuya postura sobre la naturaleza humana está influenciada por la política en lugar de la ciencia. Gould afirmó que «no vio ningún motivo detrás de Wilson o cualquier otro», pero advirtió que todos los seres humanos son influenciados, sobre todo inconscientemente, por sus expectativas y prejuicios personales. Escribió:

Crecí en una familia que participaba en campañas de justicia social y participé en el movimiento de derechos civiles siendo estudiante a comienzos de la década de 1960, un tiempo de gran emoción y muchos logros. Los eruditos se cuidan a menudo de citar esos compromisos. [Pero] es peligroso para un erudito imaginar que pueda alcanzarse una neutralidad perfecta, porque entonces uno deja de estar alerta sobre sus preferencias personales e influencias y entonces puede caer víctima de prejuicios. La objetividad se debe definir operacionalmente como el trato equitativo a los datos, no a la ausencia de preferencia.

La crítica principal de Gould era que las explicaciones sociobiológicas sobre el hombre carecían de pruebas, y argumentaba que las conductas adaptativas se suponen genéticas frecuentemente por ninguna otra razón que su pretendida universalidad o naturaleza adaptativa. Gould hizo hincapié en que las conductas adaptativas pueden ser transmitidas también a través de la cultura, y ambas hipótesis son igualmente plausibles. Gould no negaba la importancia de la biología en la naturaleza humana, pero reformuló el debate como «potencialidad biológica contra determinismo biológico». Afirmaba también que el cerebro humano permite una amplia gama de comportamientos. Su flexibilidad «nos permite ser agresivos o tranquilos, dominantes o sumisos, rencorosos o generosos [...] La violencia, el sexismo y la maldad generalizada son biológicos, ya que representan un subconjunto de un posible rango de comportamientos. Pero la paz, la igualdad y la bondad son igual de biológicos —y podríamos ver aumentada su influencia si podemos crear estructuras sociales que les permitan prosperar—».

### La falsa medida del hombre
Gould es el autor de La falsa medida del hombre (1981), una investigación histórica sobre la psicometría y los tests de inteligencia. Gould investigó los métodos de la craneometría del siglo XIX, como así la historia de los tests psicológicos. El paleontólogo afirmaba que estas dos teorías se desarrollaron sobre la base de una infundada creencia en el determinismo biológico, en el punto de vista por el cual «las diferencias económicas y sociales entre los grupos humanos (razas, clases sociales y sexos) [se dan por] distinciones heredadas e innatas y la sociedad, en ese sentido, es una exacta réplica de la biología».
El libro ha sido reeditado en 1996 y se le añadió un prólogo y una reseña de The Bell Curve. La falsa medida del hombre ha sido tal vez el libro más controvertido de Gould. Ha recibido alabanzas, y una extensa serie de críticas negativas de un amplio número de psicólogos, incluso varios reclamos de malinterpretación.

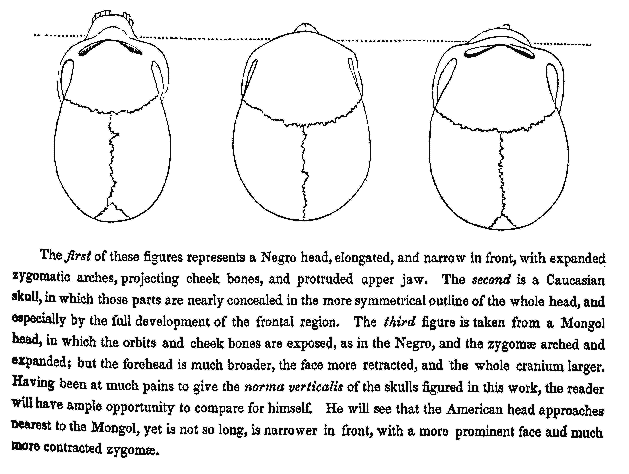
Dibujo de 1839 de Samuel George Morton de «una cabeza de negro […] un cráneo caucásico […] una cabeza mongola».

En 2011, un estudio realizado por seis antropólogos criticó la afirmación de Gould de que Samuel Morton manipuló inconscientemente las mediciones de su cráneo, argumentando que su análisis de Morton estaba influenciado por su oposición al racismo. El artículo del grupo fue reseñado brevemente en la revista Nature, que señaló que los autores del artículo podrían haber estado influenciados por sus propias motivaciones, pero concluyó que estas motivaciones no son una razón para descartar su crítica a la afirmación de Gould. En 2014, el artículo del grupo fue revisado críticamente en la revista Evolution & Development por el filósofo de la ciencia Michael Weisberg, quien argumentó que, aunque Gould cometió algunos errores y exageró su caso en varios lugares, la mayoría de sus argumentos eran sólidos y que las mediciones iniciales de Morton estaban, de hecho, contaminadas por el sesgo racial. En 2015, los biólogos y filósofos Jonathan Kaplan, Massimo Pigliucci y Joshua Banta publicaron un artículo en el que argumentaban que no se podían extraer conclusiones significativas de los datos de Morton. Estaban de acuerdo con Gould, y en desacuerdo con el estudio de 2011, en la medida en que el estudio de Morton tenía graves defectos; pero estaban de acuerdo con el estudio de 2011 en la medida en que el análisis de Gould no era en muchos aspectos mejor que el de Morton. El antropólogo Paul Wolff Mitchell publicó un análisis de los datos originales e inéditos de Morton, que ni Gould ni los comentaristas posteriores habían abordado directamente, y llegó a la conclusión de que, si bien el argumento específico de Gould sobre el sesgo inconsciente de Morton en las mediciones no se sostiene tras un examen más detallado, era cierto, como había afirmado Gould, que los sesgos raciales de Morton influían en la forma en que informaba e interpretaba sus mediciones.

## Magisterios no superpuestos
En su libro de 1999, Ciencia versus religión, un falso conflicto, Gould presenta lo que describe como una «benditamente simple y puramente convencional resolución [al] supuesto conflicto entre ciencia y religión». Define el término «magisterio» como «un dominio en el que una forma de enseñanza mantiene las herramientas adecuadas para elaborar un discurso significativo y [llegar a una] solución». El principio de magisterios no superpuestos (Non overlapping magisteria en el original) establece, por lo tanto, que el magisterio de la ciencia cubre «la esfera de lo empírico: de qué está formado el Universo (hecho) y por qué funciona de determinada manera (teoría). El magisterio de la religión se extiende sobre preguntas acerca del sentido último y asuntos morales. Estos dos magisterios no se superponen, ni abarcan todo lo que puede conocerse». Sugiere además que «[este principio] goza de un fuerte y explícito apoyo, aún de los estereotipos culturales más primarios del más estricto tradicionalismo» y que «es una sólida posición que merece el consenso general, instaurado tras una larga lucha entre gente de buena voluntad de ambos magisterios». Sin embargo, esta postura no estuvo exenta de críticas. En su libro El espejismo de Dios (The God Delusion), Richard Dawkins opina que esta división no es tan sencilla como parece, ya que muchas religiones están basadas en milagros que inciden en el magisterio científico.

## Publicaciones

### Artículos
Durante su vida, las publicaciones de Gould han sido numerosas. Una recapitulación de sus publicaciones desde el año 1965 al 2000 menciona 479 documentos, 22 libros, 300 ensayos y 101 reseñas de libros escritas por él mismo.

### Libros
La siguiente es una lista de los libros escritos y/o editados por Gould, incluyéndose los publicados en forma póstuma en 2002. Aunque varias de estas obras fueron reimpresas posteriormente por muchas editoriales, esta enumeración mantiene la editorial y la fecha de publicación iniciales y los títulos en el idioma original.
- 1977. Ontogeny and Phylogeny. Cambridge MA: Harvard Univ. Press. (Ontogenia y filogenia. La ley fundamental biogenética, Crítica, ISBN 978-84-9892-062-8)
- 1977. Ever Since Darwin. New York: W. W. Norton. (Desde Darwin: reflexiones sobre historia natural, Hermann Blume, ISBN 978-84-7214-278-7)
- 1980. The Panda's Thumb. New York: W. W. Norton. (El pulgar del panda. Reflexiones sobre historia natural y evolución, Crítica, ISBN 978-84-7423-637-8)
- 1981. The Mismeasure of Man. New York: W. W. Norton. (La falsa medida del hombre, Crítica. ISBN 84-8432-456-7)
- 1983. Hen's Teeth and Horse's Toes. New York: W. W. Norton. (Dientes de gallina y dedos de caballo, Crítica. ISBN 84-8432-554-7)
- 1985. The Flamingo's Smile. New York: W. W. Norton. (La sonrisa del flamenco. Reflexiones sobre historia natural, Crítica, ISBN 978-84-8432-567-3)
- 1987. Time's Arrow, Time's Cycle. Cambridge MA: Harvard Univ. Press. (La flecha del tiempo, Alianza, ISBN 978-84-206-2736-6)
- 1987. An Urchin in the Storm: Essays about Books and Ideas. N.Y.: W. W. Norton. (Un erizo en la tormenta, Crítica, ISBN 978-84-9199-147-2)
- 1989. Wonderful Life: The Burgess Shale and the Nature of History. New York: W. W. Norton, 347 pp. (Vida maravillosa, Burgess Shale y la naturaleza de la historia, Crítica, ISBN 978-84-7423-493-0)
- 1991. Bully for Brontosaurus. New York: W. W. Norton, 540 pp. (Brontosaurus y la nalga del ministro, Crítica. ISBN 84-8432-619-5)
- 1992. Finders, Keepers: Eight Collectors. New York: W. W. Norton.
- 1993. Eight Little Piggies. New York: W. W. Norton. (Ocho cerditos. Reflexiones sobre historia natural, Crítica, ISBN 978-84-7423-663-7)
- (ed.) 1993. The Book of Life. New York: W. W. Norton (El libro de la vida, Crítica. ISBN 84-7423-626-6).
- 1995. Dinosaur in a Haystack. New York: Harmony Books. (Un dinosaurio en un pajar, Crítica, ISBN 978-84-7423-810-5)
- 1996. Full House: The Spread of Excellence From Plato to Darwin. New York: Harmony Books. (La grandeza de la vida: la expansión de la excelencia de Platón a Darwin, Crítica, ISBN 978-84-7423-834-1)
- 1997. Questioning the Millennium: A Rationalist's Guide to a Precisely Arbitrary Countdown. New York: Harmony Books. (Milenio, Crítica, ISBN 84-7423-894-3)
- 1998. Leonardo's Mountain of Clams and the Diet of Worms. N.Y.: Harmony Books. (La montaña de almejas de Leonardo, Crítica, ISBN 978-84-7423-991-1)
- 1999. Rocks of Ages: Science and Religion in the Fullness of Life. New York: Ballantine Publications. (Ciencia versus religión, un falso conflicto, Crítica, ISBN 978-84-8432-052-4)
- 2000. The Lying Stones of Marrakech. New York: Harmony Books. (Las piedras falaces de Marrakech, Crítica, ISBN 978-84-8432-214-6)
- 2000. Crossing Over: Where Art and Science Meet. New York: Three Rivers Press.
- 2002. The Structure of Evolutionary Theory. Cambridge MA: Harvard Univ. Press. (La estructura de la teoría de la evolución: El gran debate de las ciencias de la vida, la obra definitiva de un pensador crucial, Tusquets 2004, ISBN 84-8310-950-6)[107]
- 2002. I Have Landed: The End of a Beginning in Natural History. New York: Harmony Books. (Acabo de llegar: el final de un principio en historia natural, Crítica. ISBN 84-8432-428-1)
- 2003. Triumph and Tragedy in Mudville: A Lifelong Passion for Baseball. New York: W. W. Norton.
- 2003. The Hedgehog, the Fox, and the Magister's Pox. New York: Harmony Books. (Érase una vez el zorro y el erizo: las humanidades y la ciencia en el tercer milenio, Crítica, ISBN 978-84-9892-052-9)